# Humphrey Spender
Humphrey Spender (19 de abril de 1910 - Ulting, Essex, 11 de marzo de 2005) fue un fotógrafo, pintor y diseñador británico, especialmente famoso por sus fotografías de personas de la clase popular británica en los años de la Gran Depresión económica.

## Biografía y carrera profesional
Tercer hijo del escritor y periodista liberal Harold Spender (quien, junto a Arnold Toynbee fundó el Boy's Club) y de Violet Schuster, hija de alemanes emigrados al Reino Unido en la década de 1870. Los hermanos de Humphrey fueron Christine, el poeta Stephen Spender y el científico y explorador Michael Spender. Fue Michael quien enseñó a Humphrey, de niño, a hacer fotografías y quien le regaló una Leica cuando cumplió nueve años. Humphrey estudió en la Gresham's School y después marchó a Alemania para estudiar la lengua alemana. Se alojó en casa de su abuela materna, Hilda Weber Schuster, y cursó un año de Historia del Arte en la Universidad de Friburgo. En Alemania coincidió con su hermano Stephen y otras figuras literarias, como Christopher Isherwood. Durante este periodo se entusiasmó con las vanguardias artísticas europeas, especialmente las referidas a la fotografía y el cine. 
En Londres, se matriculó en la Architectural Association School of Architecture, donde llegó a graduarse. Su escaso interés profesional por la arquitectura hizo que pronto se dedicara plenamente a la fotografía. Abrió un estudio fotográfico en el Strand londinense junto a su amante Bill Edmiston, y pronto adquirió prestigio como fotógrafo comercial por sus anuncios publicados en revistas como Harper's Bazaar. A mediados de la década de 1930 colaboró con el Daily Mirror con el pseudónimo de 'Lensman'.
Spender participó en el movimiento Mass Observation entre 1937 y 1940 y realizó para él fotografías de la vida cotidiana de la clase obrera. Sus temas fueron variados: política, elecciones, religión, escenas de calle, industriales, paisajes, mercados, deportes, días de fiesta en Blackpool. Participó en ese proyecto junto al artista Graham Bell. Al final de su colaboración con el Mass Observation también empezó a colaborar con la revista ilustrada (recientemente fundada) Picture Post. De su obra de estos años se hicieron especialmente famosa la serie de fotografías que tituló Worktown Study (Worktown fue el nombre que los miembros del Mass Observation dieron a la ciudad de Bolton). 
Durante la Segunda Guerra Mundial Spender sirvió durante un tiempo breve en el Royal Army Service Corps, cuerpo del ejército encargado de la intendencia. Posteriormente fue nombrado fotógrafo oficial de guerra. También realizó labores de reconocimiento y elaboración de mapas.
A partir de 1955 abandonó la fotografía y se dedicó a la pintura y diseño de textiles. Fue profesor en el Royal College of Art a partir de 1953 y hasta 1975, cuando se jubiló.
En 1968 encargó el diseño de su casa y estudio en Essex al joven arquitecto Richard Rogers, que construyó un cubo de cristal.

## Matrimonios y vida sentimental
Spender se casó y enviudó tres veces: con Margaret Low (a la que familiarmente llamaba Lolly, con la que adoptó un hijo, fallecida en 1945); con Pauline Wynn (con la que tuvo un hijo, fallecida en 2003) y con la fotógrafa Rachel Hewitt, casi medio siglo más joven que él.
Spender advertía a sus mujeres, antes de casarse, de su condición de bisexual. A lo largo de su vida mantuvo numerosas relaciones sexuales tanto con hombres como con mujeres (entre sus conquistas figuraron el bailarín Frederick Ashton o la mujer del actor Paul Robeson, por ejemplo).